# José María Callejón
José María Callejón Bueno (Motril, 11 februari 1987) is een Spaans betaald voetballer die doorgaans in de aanval speelt. Hij verruilde Napoli in oktober 2020 voor Fiorentina. Callejón debuteerde in 2014 in het Spaans voetbalelftal.

## Clubcarrière

### Real Madrid Castilla
Als jeugdproduct van Real Madrid CF maakte Callejón zijn professioneel debuut voor Real Madrid Castilla, het B-elftal, in mei 2007. Uiteindelijk speelde hij dat seizoen in totaal vier wedstrijden, waarbij hij geen doelpunten maakte.
In het volgende seizoen, 2007-2008, speelde hij 36 wedstrijden waarin hij 21 doelpunten wist te maken, daarmee was hij topscoorder in de Spaanse Segunda División B.

### RCD Espanyol
Op het einde van het seizoen verliet Callejón Real Madrid CF samen met zijn tweelingbroer Juanmi Callejón die naar RCD Mallorca vertrok. Callejón zelf tekende een vierjarig contract bij RCD Espanyol. Hij maakte zijn debuut voor RCD Espanyol op 20 september 2008 als invaller in de thuismatch tegen Getafe CF deze wedstrijd eindigde in een 1-1 gelijkspel.
In dienst van Espanyol speelde Callejón in drie seizoenen in totaal 97 wedstrijden, waarbij hij 10 keer trefzeker was. Zijn eerste belangrijke goal in de Primera División met Espanyol maakte hij tegen RCD Mallorca op 15 maart 2009.
De wedstrijd eindigde op een 3-3 gelijkspel. Waarbij hij in de volgende wedstrijden van trainer Mauricio Pochettino telkens mocht starten als basisspeler.

### Real Madrid
Voor een transfersom van € 5,5 miljoen tekende Callejón op 23 mei 2011 een 5-jarig contract voor het eerste elftal van de club Real Madrid CF. Op 16 juli speelde hij zijn eerste wedstrijd voor Real Madrid CF. Een vriendschappelijke wedstrijd tegen Los Angeles Galaxy, waarin hij het eerste doelpunt van de wedstrijd wist te scoren. Op 2 oktober 2011 scoorde Callejón zijn eerste officiële doelpunt voor Real Madrid CF tegen zijn ex-club RCD Espanyol deze wedstrijd eindigde in een 0-4 winst voor de uitploeg Real Madrid. In het seizoen 2011/2012 werd Callejón met Real Madrid kampioen van Spanje in de Primera División.

### Napoli
Callejón maakte in juli 2013 voor €10 miljoen de overstap naar SSC Napoli waar hij een vierjarig contract tekende. Op 25 augustus speelde Callejón zijn eerste wedstrijd in het shirt van SSC Napoli tegen Bologna FC 1909. Hij maakte de eerste treffer van de wedstrijd. De wedstrijd eindigde in een 3-0 zege voor SSC Napoli. Zijn eerste Europese doelpunt voor Napoli kwam in de groepsfase van de Champions League op 22 oktober 2013 tegen Olympique Marseille. Met Napoli won Callejón in dat seizoen de Coppa Italia. In 2019/20 won Callejón de Coppa nog eens. In de Supercoppa 2014 miste Callejón in de beslissende penaltyreeks een strafschop, maar Napoli kon na vier missers op negen pogingen van Juventus FC toch juichen. Callejón speelde meer dan 300 wedstrijden voor Napoli (alle competities) en vertok in augustus 2020 bij de club, nadat zijn contract was afgelopen en niet verlengd.

### Fiorentina
Op 5 oktober 2020 tekende Callejón na zeven jaar dienstverband bij Napoli, bij mede-Serie A-club ACF Fiorentina.

## Clubstatistieken
| Seizoen     | Club                 | Competitie         | Competitie | Competitie | Competitie | Beker | Beker | Beker | Internationaal | Internationaal | Internationaal | Totaal | Totaal | Totaal |
| Seizoen     | Club                 | Competitie         | Wed.       | Dlp.       | Ass.       | Wed.  | Dlp.  | Ass.  | Wed.           | Dlp.           | Ass.           | Wed.   | Dlp.   | Ass.   |
| ----------- | -------------------- | ------------------ | ---------- | ---------- | ---------- | ----- | ----- | ----- | -------------- | -------------- | -------------- | ------ | ------ | ------ |
| 2006/07     | Real Madrid Castilla | Segunda División B | 4          | 0          | 0          | —     | —     | —     | —              | —              | —              | 4      | 0      | 0      |
| 2007/08     | Real Madrid Castilla | Segunda División B | 36         | 21         | 0          | —     | —     | —     | —              | —              | —              | 36     | 21     | 0      |
| Club Totaal | Club Totaal          | Club Totaal        | 40         | 21         | 0          | 0     | 0     | 0     | 0              | 0              | 0              | 40     | 21     | 0      |
| 2008/09     | Espanyol             | Primera División   | 24         | 2          | 0          | 6     | 2     | 0     | —              | —              | —              | 30     | 4      | 0      |
| 2009/10     | Espanyol             | Primera División   | 36         | 2          | 4          | 1     | 0     | 0     | —              | —              | —              | 37     | 2      | 4      |
| 2010/11     | Espanyol             | Primera División   | 36         | 6          | 10         | 2     | 0     | 0     | —              | —              | —              | 38     | 6      | 10     |
| Club Totaal | Club Totaal          | Club Totaal        | 96         | 10         | 14         | 9     | 2     | 0     | 0              | 0              | 0              | 105    | 12     | 14     |
| 2011/12     | Real Madrid          | Primera División   | 25         | 5          | 0          | 6     | 3     | 2     | 5              | 5              | 0              | 36     | 13     | 2      |
| 2012/13     | Real Madrid          | Primera División   | 30         | 3          | 5          | 7     | 2     | 0     | 4              | 2              | 0              | 41     | 7      | 5      |
| Club Totaal | Club Totaal          | Club Totaal        | 55         | 8          | 5          | 13    | 5     | 2     | 9              | 7              | 0              | 77     | 20     | 7      |
| 2013/14     | Napoli               | Serie A            | 37         | 15         | 7          | 5     | 3     | 2     | 10             | 2              | 2              | 52     | 20     | 11     |
| 2014/15     | Napoli               | Serie A            | 38         | 11         | 5          | 5     | 0     | 0     | 16             | 1              | 2              | 59     | 12     | 7      |
| 2015/16     | Napoli               | Serie A            | 38         | 7          | 4          | 2     | 1     | 0     | 7              | 5              | 3              | 47     | 13     | 7      |
| 2016/17     | Napoli               | Serie A            | 37         | 14         | 13         | 4     | 2     | 1     | 8              | 1              | 2              | 49     | 17     | 16     |
| 2017/18     | Napoli               | Serie A            | 38         | 10         | 11         | 2     | 0     | 0     | 10             | 2              | 2              | 50     | 12     | 13     |
| 2018/19     | Napoli               | Serie A            | 34         | 3          | 10         | 2     | 0     | 0     | 11             | 1              | 5              | 47     | 4      | 15     |
| 2019/20     | Napoli               | Serie A            | 33         | 4          | 7          | 5     | 0     | 0     | 7              | 0              | 3              | 45     | 4      | 10     |
| Club Totaal | Club Totaal          | Club Totaal        | 255        | 64         | 57         | 25    | 6     | 3     | 58             | 12             | 19             | 338    | 82     | 79     |
| 2020/21     | ACF Fiorentina       | Serie A            | 20         | 0          | 1          | 2     | 1     | 0     | —              | —              | —              | 22     | 1      | 1      |
| 2021/22     | ACF Fiorentina       | Serie A            | 30         | 1          | 2          | 3     | 0     | 1     | —              | —              | —              | 33     | 1      | 3      |
| Club Totaal | Club Totaal          | Club Totaal        | 50         | 1          | 3          | 5     | 1     | 1     | 0              | 0              | 0              | 55     | 2      | 4      |
| 2022/23     | Granada              | La Liga 2          | 18         | 3          | 4          | 1     | 0     | 0     | —              | —              | —              | 19     | 3      | 4      |
| Club Totaal | Club Totaal          | Club Totaal        | 18         | 3          | 4          | 1     | 0     | 0     | 0              | 0              | 0              | 19     | 3      | 4      |
| TOTAAL      | TOTAAL               | TOTAAL             | 512        | 107        | 83         | 53    | 14    | 6     | 67             | 19             | 19             | 632    | 140    | 108    |

## Interlandcarrière
Callejón maakte zijn debuut voor Spanje –21 op 25 maart 2008 in de EK-kwalificatiewedstrijd tegen Kazachstan als invaller voor Bojan Krkić. Hij scoorde vijftien minuten later, waarbij de wedstrijd werd beëindigd met een 5-0-overwinning voor Spanje.
Op 15 november 2014 debuteerde Callejón in het Spaans nationaal elftal. In een EK-kwalificatiewedstrijd tegen Wit-Rusland viel hij in voor Santiago Cazorla.
| Interlands van José Callejón voor Spanje | Interlands van José Callejón voor Spanje | Interlands van José Callejón voor Spanje | Interlands van José Callejón voor Spanje | Interlands van José Callejón voor Spanje | Interlands van José Callejón voor Spanje |
| No.                                      | Datum                                    | Wedstrijd                                | Uitslag                                  | Competitie                               |                                          |
| Als speler van SSC Napoli                | Als speler van SSC Napoli                | Als speler van SSC Napoli                | Als speler van SSC Napoli                | Als speler van SSC Napoli                | Als speler van SSC Napoli                |
| ---------------------------------------- | ---------------------------------------- | ---------------------------------------- | ---------------------------------------- | ---------------------------------------- | ---------------------------------------- |
| 1                                        | 15 november 2014                         | Spanje – Wit-Rusland                     | 3 – 0                                    | EK 2016 kwalificatie                     |                                          |
| 2                                        | 18 november 2014                         | Spanje – Duitsland                       | 0 – 1                                    | Vriendschappelijk                        |                                          |
| 3                                        | 12 november 2016                         | Spanje – Macedonië                       | 4 – 0                                    | WK 2018 kwalificatie                     |                                          |
| 4                                        | 9 oktober 2017                           | Israël – Spanje                          | 0 – 1                                    | WK 2018 kwalificatie                     |                                          |
| 5                                        | 14 november 2017                         | Rusland – Spanje                         | 3 – 3                                    | Vriendschappelijk                        |                                          |

## Erelijst
| Competitie                |             |                  |             |             |
| Competitie                | Aantal      | Jaren            |             |             |
| Real Madrid               | Real Madrid | Real Madrid      | Real Madrid | Real Madrid |
| ------------------------- | ----------- | ---------------- | ----------- | ----------- |
| Kampioen Primera División | 1x          | 2011/12          |             |             |
| Supercopa                 | 1x          | 2012             |             |             |
| Napoli                    |             |                  |             |             |
| Coppa Italia              | 2x          | 2013/14, 2019/20 |             |             |
| Supercoppa                | 1x          | 2014             |             |             |